# Annabelle Euranie
Annabelle Euranie (* 4. September 1982 in Gonesse) ist eine ehemalige französische Judoka. Sie war 2003 Weltmeisterschaftszweite und Europameisterin.

## Sportliche Karriere
Die 1,72 m große Annabelle Euranie kämpfte überwiegend im Halbleichtgewicht, der Gewichtsklasse bis 52 Kilogramm. 2001 war sie U20-Europameisterin und belegte bei den französischen Meisterschaften den dritten Platz hinter Laëtitia Tignola und Séverine Bruneau. Beim Tournoi de Paris 2002 unterlag sie im Finale der Algerierin Salima Souakri, bei den französischen Meisterschaften 2002 war sie Zweite hinter Emilie Harnichard. 2003 belegte sie den fünften Platz beim Tournoi de Paris. Bei den Europameisterschaften in Düsseldorf bezwang sie im Viertelfinale die Spanierin Ana Carrascosa, im Halbfinale die Polin Barbara Bukowska und im Finale die Slowenin Petra Nareks. Vier Monate später fanden in Osaka die Weltmeisterschaften 2003 statt. Euranie erreichte das Finale mit Siegen über Flor Velázquez aus Venezuela im Viertelfinale und über die Japanerin Yuki Yokosawa im Halbfinale. Im Finale unterlag sie der Kubanerin Amarilis Savón. 2004 belegte Euranie wieder den fünften Platz beim Tournoi de Paris. Bei den Europameisterschaften in Bukarest schied sie in der ersten Runde gegen die Niederländerin Natascha van Gurp aus. Drei Monate später bezwang sie in ihrem Auftaktkampf bei den Olympischen Spielen 2004 die Rumänin Ioana Dinea-Aluaș und im Viertelfinale die Portugiesin Telma Monteiro. Im Halbfinale unterlag Euranie der Chinesin Xian Dongmei, nach einer weiteren Niederlage gegen die Belgierin Ilse Heylen im Kampf um Bronze belegte Euranie den fünften Platz. Anfang 2005 siegte Annabelle Euranie bei den französischen Meisterschaften und beim Tournoi de Paris. Im Juni 2005 gewann sie den Titel bei den Mittelmeerspielen. Bei den Europameisterschaften 2005 schied sie im Achtelfinale gegen Barbara Bukowska aus, bei den Weltmeisterschaften unterlag sie Ioana Dinea-Aluaș im Viertelfinale und der Mongolin Mönchbaataryn Bundmaa in der Hoffnungsrunde. 2006 siegte Euranie bei den französischen Meisterschaften im Leichtgewicht, der Gewichtsklasse bis 57 Kilogramm.
2013 kehrte sie als Mutter zweier Kinder auf die Judomatte zurück und kämpfte wieder im Halbleichtgewicht. 2013 belegte sie bei den französischen Meisterschaften den dritten Platz hinter Pénélope Bonna und Delphine Delsalle. 2014 gewann sie das Grand-Slam-Turnier in Baku und belegte den dritten Platz beim Grand-Slam-Turnier in Abu Dhabi. Bei Europa- und Weltmeisterschaften trat Euranie 2014 nicht im Einzel an, gewann aber jeweils den Titel mit dem Team. 2015 fanden die Europameisterschaften im Rahmen der Europaspiele 2015 in Baku statt. Annabelle Euranie erreichte mit Siegen im Viertelfinale über Birgit Ente aus den Niederlanden im Viertelfinale und über die Russin Natalja Kusjutina im Halbfinale das Finale, das sie gegen die Rumänin Andreea Chițu verlor. Mit der Silbermedaille hatte Euranie nach zwölf Jahren wieder eine Einzelmedaille bei Europameisterschaften gewonnen. Nachdem sie bei den Weltmeisterschaften in Astana im Achtelfinale gegen die Weißrussin Darija Skrypnik ausgeschieden war, gewann sie sechs Wochen später das Grand-Slam-Turnier in Abu Dhabi. Ende 2015 belegte sie beim Grand Slam in Tokio den dritten Platz, Anfang 2016 beim Grand Slam in Paris. Bei den Europameisterschaften 2016 in Kasan unterlag sie im Halbfinale Majlinda Kelmendi aus dem Kosovo und im Kampf um Bronze der Russin Julija Ryschowa. Es war das letzte große Turnier von Annabelle Euranie. Bei den Olympischen Spielen 2016 wurde Frankreich von Priscilla Gneto vertreten.